# All Too Well: The Short Film
All Too Well: The Short Film to amerykański dramat romantyczny napisany i wyreżyserowany przez piosenkarkę i autorkę tekstów Taylor Swift. Został wyprodukowany przez Saul Projects i Taylor Swift Productions, a wydany przez PolyGram Entertainment, wytwórnię Republic Records i Universal Pictures. Zatytułowany tak samo, jak piosenka Swift "All Too Well", wydana w 2012 roku. Film bazuje na dziesięciominutowej wersji utworu, zawartej na albumie Red (Taylor’s Version). Główne role dwóch kochanków odgrywają w nim Dylan O’Brien i Sadie Sink. Na końcu filmu pojawia się również sama Taylor Swift. Film został wydany 12 listopada 2021 roku na YouTube.
Film miał swoją premierę w sieci kin AMC Theatres w Nowym Jorku, a także został pokazany w niektórych kinach w dużych miastach Stanów Zjednoczonych. Po premierze otrzymał pozytywne recenzje od krytyków, którzy docenili reżyserię, kinematografię, a także występ Sink.

## Streszczenie
All Too Well: The Short Film rozpoczyna się od cytatu chilijskiego poety Pablo Nerudy: "Love is so short, forgetting is so long" (z ang. Miłość jest krótka, zapominanie jest długie). Film ukazuje historię miłości dwóch osób, nazwanych Her (Ona) i Him (On), którzy znacząco różnili się od siebie wiekiem. Piosenka "All Too Well (10 Minute Version)" stanowi tło produkcji, z wyjątkiem krótkich partii dialogowych pomiędzy bohaterami. Piętnastominutowa ekranizacja jest podzielona na siedem rozdziałów - "An Upstate Escape", "The First Crack In The Glass", "Are You Real?", "The Breaking Point", "The Reeling", "The Remembering" i epilog "Thirteen Years Gone". Każdy z nich reprezentuje inny okres w związku filmowej pary.

## Fabuła
Film rozpoczyna się od ujęcia ukazującego parę leżącą razem na łóżku. Obie postaci są widocznie oczarowane swoim partnerem. Podróżują po stanie Nowy Jork, gdzie dziewczyna, nazywana również Her, zostawia swój czerwony szalik w domu należącym do siostry swojego ukochanego, nazywanego dalej Him. Obraz ich związku zmienia się podczas imprezy, podczas której mężczyzna ignoruje swoją dziewczynę, interesując się bardziej swoimi przyjaciółmi. Następna scena ukazuje diametralną zmianę - kłótnię pary w kuchni. Him przeprasza kobietę, całując ją i tańcząc z nią. Z czasem zaczyna się jednak od niej odsuwać, zostawiając ją samą, gdy potrzebowała jego pomocy, a później zrywając związek. Załamana Her pokazana jest leżąc w łóżku, odrzucając połączenia przychodzące od byłego chłopaka. Kolejna sekwencja prezentuje dziewczynę samotnie uczęszczającą na imprezy, i wyraźnie niezadowoloną w dniu swoich dwudziestych pierwszych urodzin. Życie Him dalej toczy się normalnie - postać ukazana jest wędrując wzdłuż ulic Nowego Jorku, wspominając chwile, jakie przeżył w związku. Czas akcji przesuwa się następnie trzynaście lat naprzód, ukazując kobietę jako autorkę książek, świętującą wydanie swojej noweli All Too Well, która najpewniej opowiada o jej nieudanym związku. Czyta swoje dzieło przed publiką w księgarni. Ostatnim ujęciem filmu jest obraz Him, przyglądającego się wydarzeniu z zewnątrz, mającego na sobie czerwony szal.

## Obsada
- Sadie Sink jako Her
  - Taylor Swift jako Her, Later On
- Dylan O’Brien jako Him
  - Jake Lyon jako Him, Later On
- Shawn Levy jako ojciec Her

## Tło i produkcja
Swift zapowiedziała wydanie albumu Red (Taylor’s Version), będącego reedycją wydanego w 2012 roku krążka o tym samym tytle, na 12 listopada 2021 roku. Zawiera on zarówno ponownie nagraną wersję utworu "All Too Well", jak i jego oryginalną, dziesięciominutową edycję. All Too Well: The Short Film obrazuje ciąg zdarzeń towarzyszący związku opisanego w piosence. Swift powiedziała, że film jest wyrazem wdzięczności dla fanów, którzy niezwykle ciepło przyjęli ścieżkę i przez długie lata wyczekiwali wydania jej pierwotnej wersji.
Dzień przed premierą, Swift wyjawiła w mediach społecznościowych, że film został nagrany przy użyciu taśmy filmowej 35 mm przez Rinę Yang. Podczas wywiadu udzielonego podczas programu Late Night with Seth Meyers, Swift wyjaśniła, że obsadziła w filmie Sink i O’Briena, bo uważała, że byli jedynymi osobami pasującymi na wybrane role. Dodała również, że jest fanką wcześniejszych dokonań O’Briena, a także, że nigdy nie stworzyłaby filmu, gdyby Sadie Sink nie zgodziła się w nim zagrać.

## Wydanie
5 listopada 2021 roku, w śniadaniowym programie Good Morning America pojawił się krótki zwiastun filmu. Można było na nim dostrzec stary samochód przemieszczający się wzdłuż spokojnej drogi otoczonej jesiennymi drzewami. Zostały w nim zawarte również nazwiska aktorów odgrywających główne role.
Światowa premiera filmu miała miejsce w jednym z kin znajdującym się w Lincoln Square, osiedlu w Nowym Jorku. Pojawiły się na niej, poza aktorami i reżyserką, pozostałe osoby odpowiedzialne za powstanie filmu, krytycy filmowi, dziennikarze, a także wybrani fani Swift. Podczas wydarzenia, piosenkarka po raz pierwszy zaśpiewała na żywo dziesięciominutową wersję utworu "All Too Well".  Ekranizacja trafiła na YouTube dokładnie dziewiętnaście godzin bo wydaniu Red (Taylor’s Version). Następnego dnia, Taylor Swift wykonała ten sam utwór podczas swojego występu w Saturday Night Live.